# Sunipia annamensis
Sunipia annamensis är en orkidéart som först beskrevs av Henry Nicholas Ridley, och fick sitt nu gällande namn av Peter Francis Hunt. Sunipia annamensis ingår i släktet Sunipia och familjen orkidéer. Inga underarter finns listade i Catalogue of Life.